# Grazia Di Michele (album)
Grazia Di Michele è un album della cantautrice italiana Grazia Di Michele, uscito nel 1991.

## Brani
In quell'anno l'artista partecipa al Festival di Sanremo con Se io fossi un uomo, scritta assieme a Peppi Nocera: la canzone viene tradotta in inglese e interpretata da Randy Crawford, che la incide col titolo If I Were in Your Shoes e la pubblica in alcuni suoi dischi. L'album contiene il brano sanremese e altri eseguiti nel corso del Cantagiro come Giuramenti e Valentino. L'album è prodotto ed arrangiato da Lucio Fabbri tranne che per i brani Giuramenti e Nascondi il tuo amore, prodotti da Massimo Bubola.

## Tracce
1. Giuramenti – 3:50
2. Valentino – 4:08
3. Se io fossi un uomo – 3:30
4. Un canto di sirene – 4:17
5. Preghiera – 3:27
6. Nascondi il tuo amore – 3:51
7. La quiete dopo la tempesta – 3:35
8. Clochard – 2:56
9. Per amore – 3:34
10. Acqua di fonte – 3:54

## Formazione
- Grazia Di Michele - voce, pianoforte, chitarra
- Walter Calloni - batteria
- Lucio Fabbri - viola, violino, chitarra, violoncello, pianoforte
- Gabriele Cicognani - basso
- Alfredo Golino - batteria
- Vittorio Cosma - organo Hammond, pianoforte
- Roberto Gatto - batteria
- Candelo Cabezas - percussioni
- Fabrizio Consoli - chitarra
- Riccardo Giagni - chitarra
- Massimo Bubola - armonica, cori
- Mario Arcari - oboe, corno inglese
- Alessandro Simonetto - sax, cori, fisarmonica
- Amedeo Bianchi - sax
- Giancarlo Porro - sax
- Feiez - cori